# Грамментин
Грамментин (нем. Grammentin) — община в Германии, в земле Мекленбург-Передняя Померания.
Входит в состав района Деммин. Подчиняется управлению Штафенхаген.  Население составляет 228 человек (на 31 декабря 2010 года). Занимает площадь 17,21 км².